# مونتيروبايو دي لا سيرينا
بلدية مونتيروبايو دي لا سيرينا (بالإسبانية: Monterrubio de la Serena)‏, هي إحدى بلديات مقاطعة بطليوس, التي تقع في منطقة إكستريمادورا, والتي تقع في غرب إسبانيا.
يبلغ عدد سكانها 2.920 نسمة وفقاً لإحصائية سنة (2002).